# Pont de pedra d'Agramunt
El Pont de pedra d'Agramunt és una obra del municipi d'Agramunt (Urgell) protegida com a bé cultural d'interès local.

## Descripció
Pont de pedra situat damunt del riu Sió, canalitzat, que entravessa la vila d'Agramunt. Originàriament, fou un pont amb dos ulls idèntics, però un d'ells actualment està tapat i gairebé no es percep; no és practicable. Està format per dues grans arcades apuntades, rebaixades, les quals són unides per un tallamar divisori, de forma triangular, el qual li dona una forma irregular el pont. Està format per carreus de pedra, mitjans i petits, perfectament tallats de forma regular i disposats a filades. Com a coronament del pont hi ha una cornisa composta per grans maons de pedra rectangulars, de grans dimensions, disposats horitzontalment. A sobre, resseguint la part superior d'aquesta cornisa de pedra, hi ha una barana de ferro forjat, col·locada en temps actuals. Es conserva en bones condicions, a pesar que alguns dels carreus, sobretot el més superiors, estiguin deteriorats a causa de les inclemències temporals i/o climàtiques.

## Història
Aquest pont vell manté intacta la seva primitiva i poderosa estructura. Algú li ha atribuït origen romà, però, probablement es tracta d'una obra medieval.